# Johan Lagerbielke (jurist)
Nils Georg Johan Lagerbielke, född den 3 augusti 1861 i Nyköping, död den 4 december 1937 i Lästringe församling, var en svensk jurist och ämbetsman.
Lagerbielke avlade hovrättsexamen vid Uppsala universitet 1885. Han blev vice häradshövding 1887, fiskal i Svea hovrätt 1892, assessor där 1895 och hovrättsråd 1906. Lagerbielke var divisionsordförande 1914–1929 och ordförande i Krigshovrätten 1916–1929. Han var ledamot av riddarhusdirektionen och av kyrkomötena 1921, 1925, 1926 och 1929. Lagerbielke blev riddare av Nordstjärneorden 1906, kommendör av andra klassen av samma orden 1918 och kommendör av första klassen 1926.